# Shim Eun-Jung
Shim Eun-Jung (en coreano: 심은정; 8 de junio de 1971) es una deportista surcoreana que compitió en bádminton, en las modalidades de dobles y dobles mixto.
Participó en los Juegos Olímpicos de Barcelona 1992, obteniendo una medalla de bronce en la prueba de dobles. Ganó dos medallas de bronce en el Campeonato Mundial de Bádminton de 1991.

## Palmarés internacional
| Juegos Olímpicos   | Juegos Olímpicos       | Juegos Olímpicos  | Juegos Olímpicos |
| Año                | Lugar                  | Medalla           | Prueba           |
| ------------------ | ---------------------- | ----------------- | ---------------- |
| 1992               | Barcelona (España)     | Medalla de bronce | Dobles           |
| Campeonato Mundial |                        |                   |                  |
| Año                | Lugar                  | Medalla           | Prueba           |
| 1991               | Copenhague (Dinamarca) | Medalla de bronce | Dobles           |
| 1991               | Copenhague (Dinamarca) | Medalla de bronce | Dobles mixto     |